# Tom Wilson (baloncestista)
Thomas "Tom" Wilson (Melbourne, Victoria (Australia), 24 de junio de 1997) es un baloncestista australiano que pertenece a la plantilla de los KK Partizan de la ABA Liga. Con 1,96 metros de estatura, juega en la posición de base.

## Trayectoria deportiva
El jugador nacido en 1997, disputaría la NCAA con los SMU Mustangs, donde tuvo un balance de 1.6 puntos y 1 rebote por partido en la NCAA.
En agosto de 2017 el KK Partizan ficha al joven australiano.